# InterSky
InterSky tên đầy đủ là Intersky Luftfahrt GmbH (mã IATA = 3L, mã ICAO = ISK) là hãng hàng không giá rẻ của Áo, trụ sở ở Bregenz. Hãng có căn cứ ở Sân bay Friedrichshafen

## Lịch sử
InterSky được thành lập vào tháng 11/2001 do Renate Moser sở hữu 50%, Rolf Seewald 35% và các thành viên khác trong gia đình 15% vốn. Hãng bắt đầu hoạt động từ ngày 25.3.2002 và có các tuyến đường quốc nội cũng như quốc tế trong vùng. Hãng hiện có 70 nhân viên (tháng 3/2007)

## Các nơi đến
- Áo

- Graz
- Viên

- Đức

- Berlin
- Bonn và Köln
- Dresden
- Hamburg
- München
- Osnabrück

- Hà Lan

- Amsterdam

- Pháp

- Nice
- Paris

- Ý

- Napoli

## Đội máy bay
(Tháng 1/2008):
- 4 Bombardier Dash 8-300